# Aciphylla similis
Aciphylla similis är en flockblommig växtart som beskrevs av Thomas Frederic Cheeseman. Aciphylla similis ingår i släktet Aciphylla och familjen flockblommiga växter. Inga underarter finns listade i Catalogue of Life.